# Juniorelitserien i bandy
Juniorelitserien i bandy spelas med U20-lag, och är Sveriges toppdivision i bandy för herrjuniorer. Serien hade premiär säsongen 2012/2013 och består av norrgrupp och södergrupp. Lagen i samma grupp möts två gånger per säsong, medan lag som inte är i samma grupp möts en gång per säsong. Tabellen är gemensam, och lag 1-8 går till slutspel om svenska mästerskapet.
Sedan 1955 har Svenska Mästerskapen för juniorer spelats i bandy. Den första finalen vann Edsbyns IF med 4-0 mot Tranås BoIS.
Många av våra största levande legender, legendarer och nuvarande stjärnor har stått som segrare i det sista steget innan livet som seniorbandyspelare tar vid.
2012/2013 gjordes serien om från att under ett antal år ha spelats i en norr- och södergrupp till att spela en serie.
Den första finalen i Juniorelitserien spelades på Friends Arena i Stockholm den 16 mars 2013 mellan IFK Vänersborg och Sandvikens AIK. Finalen direktsändes i TV4 Sport och var spelbar hos Bandyförbundets huvudsponsor Svenska Spel. Vänersborg vann med 8-1.
SÅ SPELAS JUNIORELITSERIEN:
Åldersintervall upp till 20 år. Juniorelitserien kommer att avgöras som en dubbelserie där varje lag spelar 18 seriematcher. Målsättningen är skilda speldagar från P 18.
Slutspel
De fyra (4) första lagen går till semifinal. 
Semifinal spelas med hemma- och bortamatch enligt ”UEFA-modellen”. 
Finalen spelas mellan segrarna i semifinalerna.
Semifinaler
Match 1: 4:an – 1:an 
Match 2: 3:an – 2:an
Lagen i semifinal kan få byta hemma/bortamatch vid ev. krockar med övriga slutspel och kval.
Final
Match 3: Segraren i match 1 – Segraren i match 2

## Svenska mästare sedan seriens införande
- 2013: IFK Vänersborg[1]
- 2014: Sandviken BK
- 2015: Vetlanda BK

### Fotnoter
1. ↑  ”Mästare genom åren”. Svenska Bandyförbundet. http://iof1.idrottonline.se/SvenskaBandyforbundet/Bandyfinalen/Historik/Svenskamastare/P1920/. Läst 12 oktober 2013.